# Дом покаяния
«Дом покаяния» (англ. House of Penance) — ограниченная серия комиксов, состоящая из 6 выпусков, которую в 2016 году издавала компания Dark Horse Comics.

## Синопсис
Действие происходит в доме Винчестеров.

### Выпуски
| № | Дата выхода      | Оценка на Comic Book Roundup    | Предполагаемый объём продаж (первый месяц) |
| - | ---------------- | ------------------------------- | ------------------------------------------ |
| 1 | 13 апреля 2016   | 8,2 из 10 на основе 22 рецензий | 7 705, позиция в Северной Америке — 221    |
| 2 | 11 мая 2016      | 8,5 из 10 на основе 8 рецензий  | 5 100, позиция в Северной Америке — 295    |
| 3 | 8 июня 2016      | 8,8 из 10 на основе 8 рецензий  | —                                          |
| 4 | 13 июля 2016     | 9,1 из 10 на основе 4 рецензий  | —                                          |
| 5 | 10 августа 2016  | 9,4 из 10 на основе 4 рецензий  | —                                          |
| 6 | 14 сентября 2016 | 9,7 из 10 на основе 7 рецензий  | —                                          |

### Сборники
| Название         | Тип            | Дата выхода    | Собранный материал    | Кол-во страниц | ISBN                             | Предполагаемый объём продаж (первый месяц) |
| ---------------- | -------------- | -------------- | --------------------- | -------------- | -------------------------------- | ------------------------------------------ |
| House of Penance | Мягкая обложка | 11 января 2017 | House of Penance #1-6 | 176            | 978-1-50670-033-5, 1-50670-033-0 | 1 311, позиция в Северной Америке — 61     |

## Отзывы
На сайте Comic Book Roundup серия имеет оценку 8,9 из 10 на основе 53 рецензий. Джим Джонсон из Comic Book Resources, обозревая дебют, писал, что он «выделяется созданием явно тревожного настроения в качестве предисловия к любому значительному развитию истории». Тобиас Кэролл из Paste, рассматривая первый выпуск, отмечал, что он «создаёт ощущение ужасающего величия и медленно представляет двух главных героев». Джастин Патридж из Newsarama дал дебюту 9 баллов из 10 и похвалил художников.